# Soul Kitchen
Soul Kitchen är en tysk filmkomedi från 2009, regisserad av Fatih Akın. Handlingen är förlagd till bistrorestaurangen Soul Kitchen i Hamburg. Filmen hade premiär på Filmfestivalen i Venedig den 10 september 2009 och vann festivalens stora pris "Grand prix du jury".
Soul Kitchen var en av skådespelaren Monica Bleibtreus sista filmer och den hade premiär efter hennes död.